# This Means War (Tank)
This Means War è il terzo album in studio del gruppo musicale britannico heavy metal dei Tank, pubblicato dall'etichetta discografica Music for Nations nel 1983.
| Recensione | Giudizio |
| ---------- | -------- |
| AllMusic   | [ 2 ]    |

## Il disco
Questa è la prima pubblicazione della band registrata con due chitarristi. Ciò ha portato ad una maggiore complessità e ad un aumento del minutaggio delle composizioni, facendo sì che lo stile musicale del gruppo differisca in maniera sensibile da quello più rudimentale dei primi due album.
Il disco è uscito in alcuni paesi europei e in Giappone tramite la Roadrunner Records. In Francia è stato pubblicato da Bernett Records (anche in musicassetta) con una copertina differente e con l'aggiunta della canzone Swapiyayo.
L'album è stato ristampato in CD nel 1997 dalla High Vaultage Records con una traccia aggiuntiva e nel 2008 dalla Metal Mind Productions in edizione limitata rimasterizzata in digipack con tre bonus track.

## Tracce
Testi e musiche di Tank.
1. Just Like Something from Hell – 8:30
2. Hot Lead, Cold Steel – 5:46
3. This Means War – 5:18
4. Laughing in the Face of Death – 5:16
5. (If We Go) We Go Down Fighting – 5:26
6. I (Won't Ever Let You Down) – 4:40
7. Echoes of a Distant Battle – 5:03

Traccia bonus nella ristampa High Vaultage
1. Whichcatchewedmycuckoo – 3:24

Tracce bonus ristampa Metal Mind
1. The Man Who Never Was – 4:30
2. Whichcatchewedmycuckoo – 3:22
3. Swapiyayo – 1:13

## Formazione
- Algy Ward - voce, basso
- Mick Tucker - chitarra
- Peter Brabbs - chitarra
- Mark Brabbs - batteria